# Sand (Ungarn)
Sand ist eine ungarische Gemeinde im Kreis Nagykanizsa im Komitat Zala.

## Geografische Lage
Sand liegt gut zehn Kilometer östlich der Stadt Nagykanizsa. Nachbargemeinden sind Miháld und Nagyfakos, das heute ein Stadtteil von Nagykanizsa ist.

## Gemeindepartnerschaft
- Hodoš, Slowenien

## Sehenswürdigkeiten
- Evangelische Kirche, erbaut 1806
- Römisch-katholische Kapelle Urunk mennybemenetele
  - Kruzifix vor der Kirche
- Weltkriegsdenkmal (Világháborús Emlékmű)

## Verkehr
Durch Sand verläuft die Landstraße Nr. 6832. Die nächstgelegenen Bahnhöfe befinden sich in Nagykanizsa und Zalaszentjakab.